# Första svenska charterresan

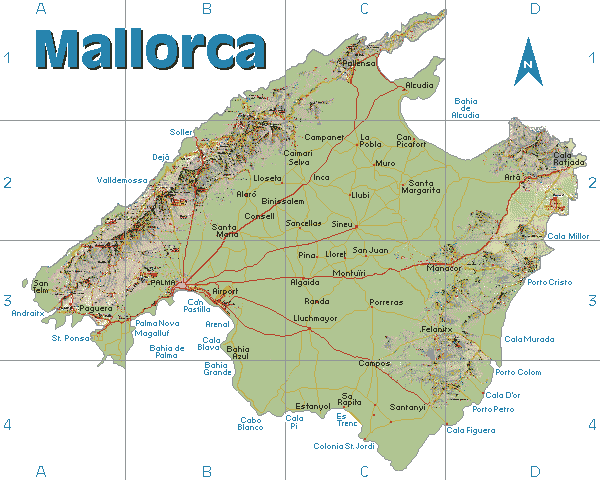
Karta över ön Mallorca.

Den första svenska charterresan med flyg och ingående logi genomfördes 1955. Resan gick mellan Stockholm och Palma på Mallorca och varade i 16 dagar. Denna resa blev början för den svenska charterturismen.

## Bakgrund
År 1951 införde Sverige lagstadgad rätt till 3 veckors semester. I samband med den växande materiella standarden i början på 1950-talet ökade även intresset för utlandsresor. Fler och fler researrangörer började erbjuda färdiga sällskapsresor, och den vanligaste formen var att åka med tåg, buss eller båt. Den 6 april 1954 anordnade det Örebrobaserade företaget Flyg och Bussresetjänst en chartrad flygresa från Bromma flygplats i Stockholm till Hamburg i Tyskland; här ingick dock ingen logi.

## Resan

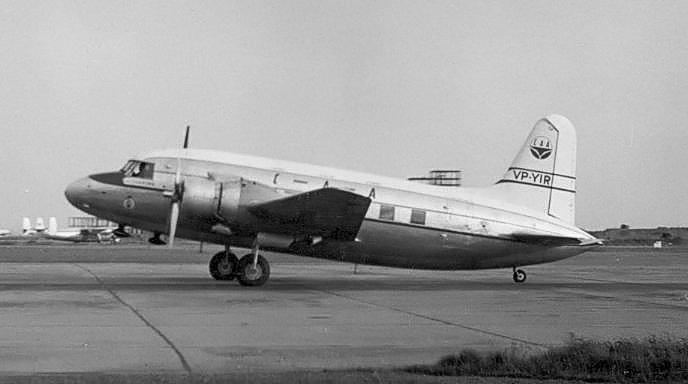
Vickers VC.1 Viking 1953.

Resan (arrangerad av Svensk Bussresetjänst) startade från Bromma 22 april 1955 klockan 10 och varade i 16 dagar. Deltagarantalet uppgick till 26 personer, och priset var 1 095 kr (ca 20 000 kr i 2025 års penningvärde). Resan genomfördes med en Vickers Viking, flugen av bolaget Svenska Aero. Planet behövde mellanlanda 4 gånger (i Göteborg, Malmö, Stuttgart och Marseille) och passagerarna fick dessutom övernatta i Marseille då planet saknade tillstånd för nattflygning.
Den 23 april 1955 landade det första svenska charterplanet på Mallorca.

## Senare utveckling
Senare under 1955 blev Teneriffa (första resan hade 2 mellanlandningar) bland Kanarieöarna nästa svenska charterresmål, och Las Palmas på Gran Canaria besöktes 1956 av sina första svenska charterturister.
År 1956 reste cirka 10 000 svenskar på charterresa. 2007 reste uppskattningsvis 2,1 miljoner svenskar med charter. De vanligaste svenska resmålen med charterflyg är Grekland, Spanien, Turkiet och Thailand.[källa behövs]